# Фіджарелла
Фі́джарелла (фр. Figarella, корс. Figarella) — річка Корсики (Франція). Довжина 24 км, витік знаходиться на висоті 1930 метрів над рівнем моря на схилах гори Муврелла (la Muvrella) (2148 м). Впадає в Середземне море, а саме, у його частину — Лігурійське море.
Протікає через комуни: Каленцана, Монкале, Кальві і тече територією департаменту Верхня Корсика та кантонами: Каленцана (Calenzana), Кальві (Calvi).